# Cobbler – Der Schuhmagier
Cobbler – Der Schuhmagier (Originaltitel The Cobbler) ist eine US-amerikanische Filmkomödie aus dem Jahr 2014 mit Adam Sandler in der Hauptrolle. Regie führte Tom McCarthy, der zusammen mit Paul Sado auch das Drehbuch verfasste. Premiere hatte er am 11. September 2014 beim Toronto International Film Festival.

## Handlung
Max Simkin ist ein Schuhmacher, der seinen monotonen Alltag in einer New Yorker Schusterei verbringt, die sich seit Generationen in Familienbesitz befindet. Eines Tages muss er ein Erbstück nutzen, das ihm eine ganz besondere magische Fähigkeit verleiht: Er kann fortan in die Leben seiner Kunden schlüpfen, wenn er ihre mit der Leder-Nähmaschine reparierten Schuhe trägt. Max ist verführt, sein neues Können für fragwürdige Zwecke einzusetzen. So nimmt er etwa die Gestalt eines Kunden an, um dessen hübscher Freundin näherzukommen, schlüpft in die Schuhe seines Vaters Abraham, damit seine Mutter ihn noch einmal sehen kann und landet schließlich im Körper einer Leiche und wird so zum wandelnden Toten. Doch so richtige Schwierigkeiten bekommt Max erst in den Schuhen von Ludlow, denn sein Kunde ist ein gefährlicher Gangster. Max muss begreifen, dass es ein Privileg, aber auch eine große Verantwortung ist, in den Schuhen eines anderen Mannes zu gehen.

## Besetzung und Synchronisation
Die deutsche Synchronisation entstand nach einem Dialogbuch und unter der Dialogregie von Angelika Scharf.
| Rolle             | Darsteller      | Synchronsprecher   |
| ----------------- | --------------- | ------------------ |
| Max Simkin        | Adam Sandler    | Dietmar Wunder     |
| Jimmy             | Steve Buscemi   | Santiago Ziesmer   |
| Elaine Greenawalt | Ellen Barkin    | Joseline Gassen    |
| Abraham Simkin    | Dustin Hoffman  | Joachim Kerzel     |
| Carmen Herrara    | Melonie Diaz    |                    |
| Emiliano          | Dan Stevens     | Tim Knauer         |
| Sarah Simkin      | Lynn Cohen      |                    |
| Leon Ludlow       | Method Man      | Jan-David Rönfeldt |
| Anna O’Hara       | Sondra James    |                    |
| Macy              | Dascha Polanco  |                    |
| Alexia            | Elena Kampouris |                    |

## Rezeption
Der Film erhielt überwiegend negative Kritiken. Bei Metacritic erhielt der Film einen Metascore von 23/100 basierend auf 22 Rezensionen, bei Rotten Tomatoes waren 10 Prozent der 72 Rezensionen positiv.
Der Filmdienst schreibt, der „Komödie [gelinge es nicht] die Entwicklung der Hauptfigur vom schüchternen Eigenbrötler zum Lokalhelden glaubhaft und ohne Klamauk-Tiefschläge zu bewältigen, [unterhalte] aber [durchaus] als liebevolle Hommage an die Lower East Side“.